# Boris Morozow
Borys Iwanowicz Morozow (ros. Борис Иванович Морозов) – rosyjski szlachcic urodzony w 1590 roku, zmarły w 1661. Brał aktywny udział w życiu politycznym Rosji jako szef rządu we wczesnym okresie panowania cara Aleksego I, którego wychowywał i był jego szwagrem.
W 1645 poślubił Annę Iljiniczną Miłosławską siostrę carycy Marii Miłosławskiej. W czasie swojej długiej kariery na Kremlu, Morozow nadzorował liczne ministerstwa, zwane prikazami - Skarbu, Strzelców czy Płac. Licząc na wzrost dochodów skarbu Morozow zdecydował się na obniżenie płac pracownikom państwowym i wprowadzenie wysokich podatków od soli. Wywołało ty wybuch społecznego niezadowolenia, który znalazł ujście w buncie solnym w 1648 roku. Buntownicy żądali wydania im Morozowa, chcąc go osądzić i najprawdopodobniej zabić, ale car Aleksy najpierw ukrywał go w pałacu a następnie odesłał do monasteru Cyrylo-Biełozierskiego. Po wygaśnięciu buntu i uporaniu się z jego przywódcami, po czterech miesiącach nieobecności, Morozow powrócił do Moskwy.
W 1649 Morozow brał czynny udział w zawieraniu porozumienia ze szlachtą, która dotychczas okazywała swój sprzeciw wobec polityki carskiej. Zwołany został sobór ziemski, który ustanowił prawa częściowo spełniające postulaty bojarów. W latach 50. XVII wieku ponownie znalazł się na czele rządu moskiewskiego. Z racji swoich wpływów był bardzo bogaty, należały do niego liczne ziemie, młyny, manufaktury i żupy. W nich zatrudnionych było około 55 000 chłopów. 
Morozow nie posiadał legalnych spadkobierców, dlatego cały majątek po jego śmierci przypadł bratu - Glebowi. Ten jednak umarł niedługo po Borysie, a majątek odziedziczyła jego żona, Fieodosija, znana z zaangażowania w ruch staroobrzędowców.